# João Sousa
João Pedro Coelho Marinho de Sousa (ur. 30 marca 1989 w Guimarães) – portugalski tenisista, reprezentant kraju w Pucharze Davisa, olimpijczyk z Rio de Janeiro (2016).

## Kariera tenisowa
Karierę zawodową Sousa rozpoczął w 2008 roku.
W grze pojedynczej w turniejach kategorii ATP Tour wygrał cztery tytuły z dwunastu osiągniętych finałów. Wygrał też pięć turniejów rangi ATP Challenger Tour.
Występując w zawodach gry podwójnej Portugalczyk jest finalistą z Rzymu (2018), turnieju o randze ATP World Tour Masters 1000.
W drabince głównej zawodów wielkoszlemowych zadebiutował podczas Australian Open 2013, przechodząc najpierw eliminacje. W 1 rundzie pokonał Johna-Patricka Smitha, a następnie odpadł po porażce z Andym Murrayem.
Od 2006 roku reprezentował Portugalię w Pucharze Davisa.
W 2016 roku wystąpił na igrzyskach olimpijskich w Rio de Janeiro osiągając 2 rundę, w której uległ Juanowi Martínowi del Potro.
W 2024 roku zakończył karierę zawodową.
W rankingu gry pojedynczej Sousa najwyżej był na 28. miejscu (16 maja 2016), a w klasyfikacji gry podwójnej na 26. pozycji (13 maja 2019).

### Finały w turniejach ATP Tour
| Legenda                                      |
| -------------------------------------------- |
| Wielki Szlem                                 |
| Igrzyska olimpijskie                         |
| Tennis Masters Cup / ATP Finals              |
| ATP Masters Series / ATP Tour Masters 1000   |
| ATP International Series Gold / ATP Tour 500 |
| ATP International Series / ATP Tour 250      |

#### Gra pojedyncza (4–8)
| Końcowy wynik | Nr | Data             | Turniej      | Nawierzchnia  | Przeciwnik            | Wynik finału        |
| ------------- | -- | ---------------- | ------------ | ------------- | --------------------- | ------------------- |
| Zwycięzca     | 1. | 29 września 2013 | Kuala Lumpur | Twarda (hala) | Julien Benneteau      | 2:6, 7:5, 6:4       |
| Finalista     | 1. | 13 lipca 2014    | Båstad       | Ceglana       | Pablo Cuevas          | 2:6, 1:6            |
| Finalista     | 2. | 21 września 2014 | Metz         | Twarda (hala) | David Goffin          | 4:6, 3:6            |
| Finalista     | 3. | 23 maja 2015     | Genewa       | Ceglana       | Thomaz Bellucci       | 6:7(4), 4:6         |
| Finalista     | 4. | 26 lipca 2015    | Umag         | Ceglana       | Dominic Thiem         | 4:6, 1:6            |
| Finalista     | 5. | 27 września 2015 | Petersburg   | Twarda (hala) | Milos Raonic          | 3:6, 6:3, 3:6       |
| Zwycięzca     | 2. | 1 listopada 2015 | Walencja     | Twarda (hala) | Roberto Bautista-Agut | 3:6, 6:3, 6:4       |
| Finalista     | 6. | 14 stycznia 2017 | Auckland     | Twarda        | Jack Sock             | 3:6, 7:5, 3:6       |
| Finalista     | 7. | 5 sierpnia 2017  | Kitzbühel    | Ceglana       | Philipp Kohlschreiber | 3:6, 4:6            |
| Zwycięzca     | 3. | 6 maja 2018      | Estoril      | Ceglana       | Frances Tiafoe        | 6:4, 6:4            |
| Zwycięzca     | 4. | 6 lutego 2022    | Pune         | Twarda        | Emil Ruusuvuori       | 7:6(9), 4:6, 6:1    |
| Finalista     | 8. | 21 maja 2022     | Genewa       | Ceglana       | Casper Ruud           | 6:7(3), 6:4, 6:7(1) |

#### Gra podwójna (0–1)
| Końcowy wynik | Nr | Data         | Turniej | Nawierzchnia | Partner             | Przeciwnicy                       | Wynik finału   |
| ------------- | -- | ------------ | ------- | ------------ | ------------------- | --------------------------------- | -------------- |
| Finalista     | 1. | 20 maja 2018 | Rzym    | Ceglana      | Pablo Carreño-Busta | Juan Sebastián Cabal Robert Farah | 6:3, 4:6, 4–10 |